# IndieFlix
IndieFlix ist ein Independent-Film-Filmverwertungs- und Video-on-Demand-Dienst mit Sitz in Seattle.
IndieFlix wurde 2005 von den Filmemachern Scilla Andreen und Gian Carlo Scandiuzzi gegründet.
Im Portfolio sind momentan 8000 Filme sowie Livestreams von 2000 Film Festivals weltweit, darunter SXSW, Sundance, Cannes sowie Slamdance. IndieFlix ist in 85 Ländern verfügbar. Die Filme unterliegen nicht dem Altersempfehlungsrating der MPAA.
Die Nutzung kostete monatlich 6,99 US-Dollar. Filmemacher wurden laut einem Bericht des Filmmaker Magazine von Januar 2013  durch das „Royalty Pool Minutes“-System mit 70 % anteilig pro geschauter Minute des eigenen Films vergütet.
Das Unternehmen arbeitet mit Filmemachern zusammen und unterstützt sie bei Vertrieb und Zugang zu Plattformen wie Amazon, Roku, Apple und Xbox.
Indieflix hat ein Zahlungsmodell für Künstler entwickelt und eingeführt, das RPM (Royalty Pool Minutes) genannt wird. Das RPM-Modell vergütet Filmemacher für jede Minute, die ihre Inhalte angesehen werden.

## IndieFlix Vertriebslabor
IndieFlix hat 2013 das Distribution Lab gegründet. IndieFlix arbeitet mit Schulen und Gemeinden zusammen, um Vorführungen von Filmen zu planen. Einige der Filme, die über das Distribution Lab veröffentlicht wurden, sind Living on One Dollar, Finding Kind und The Empowerment Project.